# Machulince
Machulince (in ungherese Maholány) è un comune della Slovacchia facente parte del distretto di Zlaté Moravce, nella regione di Nitra.